# Chez Chartier

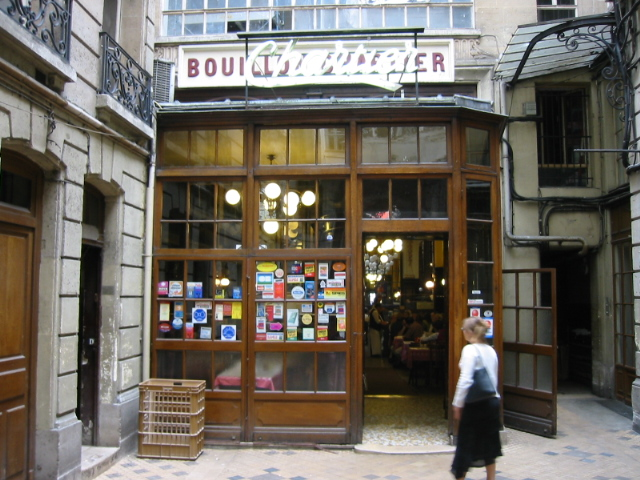
Chez Chartier, 2003

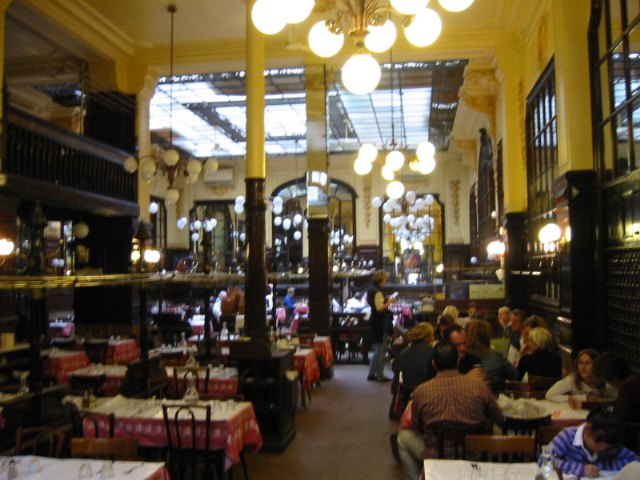
Chez Chartier, 2003

Chez Chartier ist ein Restaurant in Paris, das 1896 eröffnet wurde und sich in einem Hinterhaus der Rue du Faubourg-Montmartre im 9. Arrondissement befindet. Das Restaurant ist seit 1989 ein schützenswertes Denkmal (monument historique). Wegen seiner günstigen Preise ist es beliebt bei Einheimischen; bis in die 1970er Jahre war es nicht überlaufen von Touristen.

## Geschichte
Chez Chartier wurde 1896 von den Geschwistern Frédéric und Camille Chartier (1845–1926) gegründet, nachdem die Familie bereits 1895 ein Restaurant in der Rue du Temple eröffnet hatte. Das unter dem Namen Le Bouillon eröffnete Restaurant befindet sich sehr nahe an den Grands Boulevards, dem Hôtel Drouot und der Börse.
Die Inneneinrichtung des Chez Chartier ist im Stil des Art déco gehalten und hat sich seit der Eröffnung nicht wesentlich verändert. Der weitläufige Raum, der für über 300 Personen Platz bietet und wie ein Bahnhofswartesaal wirkt, noch dazu mit einer großen Uhr an der Wand versehen, wird durch eine gläserne Decke beleuchtet. In den Mauern sind angedeutete Nischen mit Spiegeln eingelassen. Die Wände mit Marmorsockeln sind bis auf halber Höhe holzvertäfelt und mit Zierleisten aus Stuck versehen. Die Hängelampen mit großen Kugeln als Leuchten und die Ablagen für die Garderobe zwischen den Tischreihen sind aus poliertem Kupfer.
Im Restaurant, das 365 Tage im Jahr geöffnet ist, bedienen Kellner in langer weißer Schürze, schwarzer Weste und einer Fliege um den weißen Hemdkragen. Die Rechnung wird direkt auf der Papiertischdecke addiert.